# Eberhard Tiefenthaler
Eberhard Tiefenthaler (* 19. April 1933 in Bregenz; † 4. Mai 1995 ebenda) war ein österreichischer Romanist und Bibliothekar.

## Leben und Wirken
Eberhard Tiefenthaler war der älteste Sohn des Vorarlberger Landesarchivars Meinrad Tiefenthaler. Er machte seine Matura 1952 am humanistischen Gymnasium in Bregenz und studierte anschließend Romanistik, Geschichte und Klassische Philologie an den Universitäten Innsbruck und Paris. Während seines Studiums wurde er 1952 Mitglied der KÖHV Leopoldina Innsbruck. Im Studienjahr 1956/57 war er Vorortspräsident des Österreichischen Cartellverbandes (ÖCV). 1958 wurde er Mitglied der KÖStV Wellenstein Bregenz im Mittelschüler-Kartell-Verband (MKV).
In Innsbruck wurde er 1958 mit einer Arbeit über „Die rätoromanischen Flurnamen der Gemeinden Frastanz und Nenzing“ zum Dr. phil. promoviert. Er ging ein Semester an die Universität Salamanca. Nach Tätigkeiten als Lektor am Innsbrucker Institut für Romanistik, als Lehrer an den Gymnasien in Bludenz und Feldkirch und im wissenschaftlichen Verlagswesen übernahm er 1977 den Aufbau der Vorarlberger Landesbibliothek, der er bis zu seinem Tod als Direktor vorstand.
Darüber hinaus befasste er sich mit der Kultur Vorarlbergs im Barockzeitalter und Fragen des Denkmalschutzes. Eberhard Tiefenthaler war Vizepräsident der Vereinigung Österreichischer Bibliothekare, Mitherausgeber von Biblos (Österreichische Zeitschrift für Buch- und Bibliothekswesen, Dokumentation, Bibliographie und Bibliophilie), und, wie schon zuvor sein Vater, Präsident des Vereins für Geschichte des Bodensees und seiner Umgebung.

## Ehrungen
- Für sein vielfältiges Engagement wurde er 1992 mit dem Ehrenkreuz für Wissenschaft und Kunst I. Klasse ausgezeichnet.
- 1993 erhielt er die Dr.-Josef-Bick-Medaille der Vereinigung der österreichischen Bibliothekare.

## Schriften (Auswahl)
- Die rätoromanischen Flurnamen der Gemeinden Frastanz und Nenzing. (= Romanica Aenipontana. Band 4). Innsbruck 1968.
- Sprachliches zu den Namen der Burgen und alter Befestigungsanlagen in Südvorarlberg. In: Montfort. Vierteljahresschrift für Geschichte und Gegenwart Vorarlbergs, Jg. 16 (1964), Heft 3/4, S. 240–252.
- Bedeutung, Aufgaben und Funktion einer Studienbibliothek für Vorarlberg. In: Montfort. Vierteljahresschrift für Geschichte und Gegenwart Vorarlbergs, Jg. 29, 1977, Heft 4, S. 276–283.
- Zwei bisher unbekannte Drucke aus der Schnell'schen Offizin in Hohenems. In: Montfort. Vierteljahresschrift für Geschichte und Gegenwart Vorarlbergs, Jg. 30, 1978, Heft 2, S. 88–93.
- Die Auffindung der Handschriften des Nibelungenliedes in Hohenems. In: Montfort. Vierteljahresschrift für Geschichte und Gegenwart Vorarlbergs, Jg. 31, 1979, Heft 4, S. 295–306.
- P. Jodocus Metzler. In: Biblos, Jg. 29 (1980), S. 193ff.
- Ein neues Haus für die Vorarlberger Landesbibliothek. In: Biblos, Jg. 31 (1982), S. 291ff.
- Die tagespolitische Publizistik in Vorarlberg von der Französischen Revolution bis zum Wiener Kongreß. In: Österreich in Geschichte und Literatur, Jg. 26 (1982), Heft 1, S. 12–32.
- Volkstümliche Kalligraphie in Vorarlberg im 18. und 19. Jahrhundert. In: Biblos, Jg. 35 (1986), S. 174ff.
- Der Vorarlberger Johannes Koch, gen. Meister, der erste österreichische Buchdrucker? In: Biblos, Jg. 39 (1990), S. 159ff.
- In Vorarlberg hergestellte Wallfahrtsbildchen Tiroler Gnadenstätten – aus den Raritäten der Vorarlberger Landesbibliothek. In: Heinz Hauffe (Hg.): Die wissenschaftliche Bibliothek: Traditionen, Realitäten, Perspektiven; Festschrift für Oswald Stranzinger zum 65. Geburtstag. Tyrolia-Verlag, Innsbruck 1990 (Biblos-Schriften; 153), ISBN 3702217738, S. 137–152.
- Hochschulbibliothekarische Aufgaben für die Vorarlberger Landesbibliothek? In: Ilse Dosoudil (Hg.): Information – gestern, heute, morgen: Bibliotheken als wissenschaftliche Informations- und Servicezentren. Internationale Festschrift für Ferdinand Baumgartner zum 60. Geburtstag. Literas-Univ.-Verl., Wien 1991, ISBN 3854291094, S. 142–151.
- Neuadaptierung der Abteikirche des Gallusstifts für bibliothekarische Nutzung. In: Otto Oberhauser (Hg.): Österreichischer Bibliotheksbau in den neunziger Jahren: Vorträge eines Symposiums an der Technischen Universität Wien, 31. Januar 1991; gehalten anläßlich des 60. Geburtstages von Hofrat Dr. Josef Wawrosch, Bibliotheksdirektor der Technischen Universität Wien. Prachner, Wien 1991 (Biblios-Schriften 155), ISBN 390118600X, S. 159–168.
- Hg.: Eröffnung des Kuppelsaales (ehemalige Stiftskirche) am 30. April 1993. Land Vorarlberg, Bregenz 1993.